# Concupiscence
La concupiscence est, dans la théologie chrétienne, le penchant à jouir des biens terrestres, soit, de manière plus générale, le désir des plaisirs sensuels, assimilant ce qu'est la concupiscence au « foyer du péché » (concupiscentiam vel fomitem). La concupiscence est parfois confondue avec la seule libido freudienne, c'est-à-dire la forme primitive du désir sexuel.

## Étymologie
Le terme de concupiscence est la traduction française du terme latin concupiscentia.
C'est un dérivé du verbe cupere qui signifie littéralement « désirer ardemment ». D'autres dérivés de ce verbe sont par exemple le nom Cupidon, dieu latin de l’amour fou et du désir, ou encore le mot « cupidité ».
Le terme de concupiscentia n’a pas été « inventé » avec le christianisme. Avant d’être une notion importante du christianisme, par les réflexions de saint Augustin, le terme appartient au vocabulaire des païens qui en font l'équivalent de ce que notre langue appelle la convoitise. La concupiscentia est, dans ce contexte, définie comme l’élan qui amène l'homme à désirer avec ardeur. La concupiscence ne fait cependant pas encore l’objet d'une attention particulière avant l'ère chrétienne et désigne originellement toute forme véhémente de désir humain.

## Concupiscence et christianisme

### Dans le Nouveau Testament

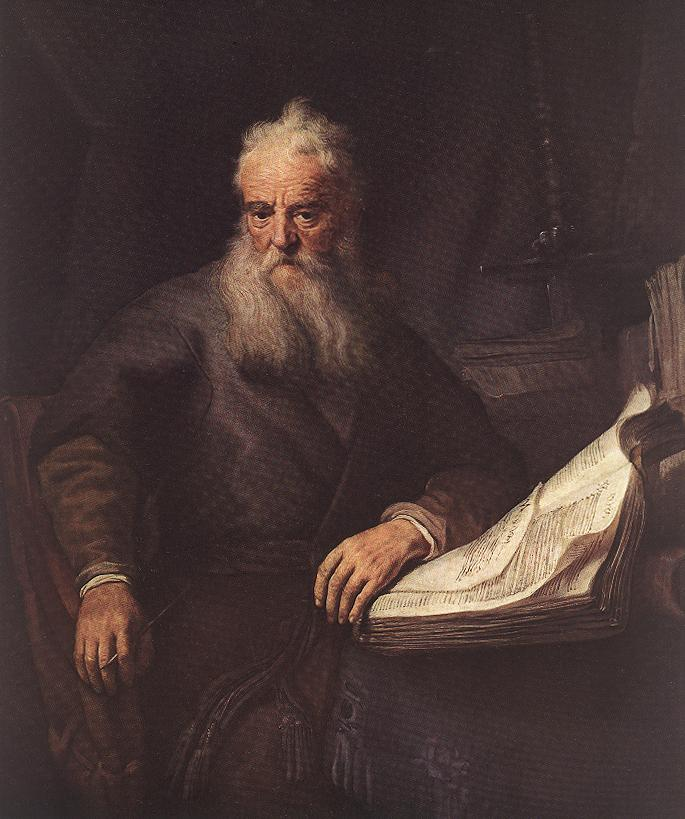
L'apôtre Paul, peinture de Rembrandt (1635).

Si le terme de concupiscentia est important pour le christianisme c'est qu'il s'agit d'un des termes centraux pour l'étude des écrits de saint Paul.
Dès ses premiers écrits, les problématiques du désir, de la convoitise et de la tentation sont traitées par saint Paul. En effet, ayant vécu à la confluence du monde juif et du monde païen, l'apôtre eut très jeune la connaissance des textes qui y référaient chez les Anciens. Ainsi, l'œuvre de Platon où sont exposées les notions de  θυμός  (Thumos) et d’επιθυμία (Epithumia) traitant de cet idéal du désir ardent spécifique aux religions polythéistes du monde romain ne lui est pas étrangère.
Si, à proprement parler, Paul n’utilisa pas le terme de concupiscence, puisque ce terme est d’origine latine et que l’apôtre écrivait en grec il reste pour la postérité celui qui fut à l’origine de sa thématique. Paul, dans ses écrits qui se voulaient des guides pour les nouvelles communautés chrétiennes, s’adressait d’abord à une société chrétienne surtout préoccupée par l’attente d’une proche consommation des biens et c’est dans un tel cadre que prit naissance la pensée de la concupiscence.
C’est par deux de ses épîtres que Paul introduisit la thématique de la concupiscence : l’épître aux Galates et l’épître aux Romains. Considérant que le salut est accessible à tout homme uni au Christ, par la seule force de l’Esprit, c'est-à-dire de la foi, ces deux écrits ont en commun de montrer la voie chrétienne d’accession au salut.
Dans l'épître aux Galates, rédigée vers 50-51, Paul exhorte à se laisser mener par l’Esprit pour ne pas se laisser guider par la convoitise charnelle. Elle apparaît ici comme ce qui réside dans la chair de l’homme et contre laquelle il faut agir en suivant cet impératif moral : « Laissez-vous mener par l’Esprit et vous ne risquerez pas de satisfaire l’oisiveté charnelle. Car la chair convoite contre l’Esprit et l’Esprit contre la chair ». Paul affirme que la convoitise n’agit qu’en l’homme car s’opposant à la loi d’amour « Tu aimeras ton prochain comme toi-même » émanant de Dieu et accessible au seul Esprit. Dans la suite du passage où il discute la convoitise de la chair, celle-ci est déclinée à la faveur d’une énumération de ce qu'elle produit : , passions qui selon l’apôtre interdisent à ceux qui les commettent d’hériter du « royaume de Dieu », ajoutant « ceux qui appartiennent au Christ Jésus ont crucifié la chair avec ses passions et ses convoitises ».
Cette idée est reprise dans l’épître aux Romains, puisque l’apôtre oppose à nouveau l’Esprit et la chair, affirmant : « je me complais dans la loi de Dieu du point de vue de l’homme intérieur ; mais j’aperçois une autre loi dans mes membres qui lutte contre la loi de ma raison et m’enchaîne à la loi du péché qui est dans mes membres » prouvant que « si je fais ce que je ne veux pas, ce n’est plus moi qui accomplis l’action mais le péché qui est en moi ». Ainsi s’assied le thème de la force qui pousse à commettre le mal malgré l’amour de Dieu et qui se trouve dans la chair. C’est à la lecture de ce passage des écrits de Paul que l’Église catholique romaine a toujours considéré la concupiscence comme un effet du péché originel subsistant après le baptême. En soi, elle n'est pas considérée comme un péché mais comme ce qui y induit et comme la résultante du péché originel.
L’influence des épîtres de saint Paul sur le texte que la tradition retient sous le nom de première épître de Jean n’a pas été démontrée formellement. Cependant, la première épître de Jean a été écrite postérieurement aux épîtres de saint Paul, et il existe une communauté d’esprit entre les deux œuvres. À l’idée de la convoitise de la chair, ce « péché qui habite en moi » et qui détourne l’homme du royaume de Dieu et du Seigneur, fait écho dans la première épître de Jean l’assertion que « si quelqu’un aime le monde, l’amour du père n’est pas en lui car tout ce qui vient du monde – la convoitise (epithumia, en grec) de la chair, la convoitise des yeux et l’orgueil de la vie (tou biou) - vient non pas du Père mais du monde ». Là où précisément l’épître de Jean se démarque des épîtres pauliniennes, c’est que sont distingués trois types de convoitises : la convoitise de la chair, la convoitise des yeux et l’orgueil de la vie. Il est loisible d’observer que l’apport de l’épître de Jean à la question de la concupiscence ne s’arrête pas là. Bien que cela tienne d’une contingence annexe à ses propres lignes, c’est dans cette épître que siège l’origine de l’utilisation chrétienne du terme latin de concupiscentia. L’épître fut écrite en grec, comme tous les livres du Nouveau Testament, mais voilà ce que donne la traduction latine : 
« Concupiscentia carnis et concupiscentia oculorum est et superbia vitæ quae non est ex Patre sed ex mundo est. »C’est la traduction de l’épître de Jean en latin, effectuée au début du IIe siècle qui sortit véritablement le terme concupiscentia de son usage païen, faisant de cette notion un terme central de la pensée chrétienne.

### Postérité de la concupiscence dans la pensée chrétienne

#### Diffusion de la notion dans les premiers temps chrétiens
C'est d'abord aux premiers auteurs chrétiens que l'on doit la diffusion du concept de concupiscence. La thématique de la concupiscence est d'abord usée à des fins pratiques, par souci de prolongation de l'entreprise paulinienne. À cet égard, l'œuvre de Tertullien est significative. Dans ses écrits, principalement les traités De Paenitentia (« Sur la pénitence »), De cultu feminarum (« Sur la toilette des femmes ») et Ad uxorem (« Lettre à sa femme »), il s’agit d’exposer pédagogiquement, à l’usage des nouveaux chrétiens, les préceptes et les recommandations morales du christianisme où le terme de concupiscence est souvent utilisé pour exhorter les chrétiens à suivre la bonne voie. Ainsi, dans Ad uxorem, Tertullien explique-t-il qu’« Il vaut mieux qu’un homme se marie parce qu’il est corrompu par la concupiscence. » Robert Louis Wilken note qu’en tant que premier écrivain chrétien d’expression latine, Tertullien est un acteur important de la mise en place du vocabulaire et de la pensée chrétienne où s'affirme le caractère primordial de la concupiscence. À la suite de Tertullien, la notion de concupiscence est utilisée chez Ambroise, évêque de Milan, à des fins pédagogiques ou pour formuler les impératifs moraux afin « que la cupidité soit mortifiée et que la concupiscence meure ».

#### Concupiscence et libido chez saint Augustin

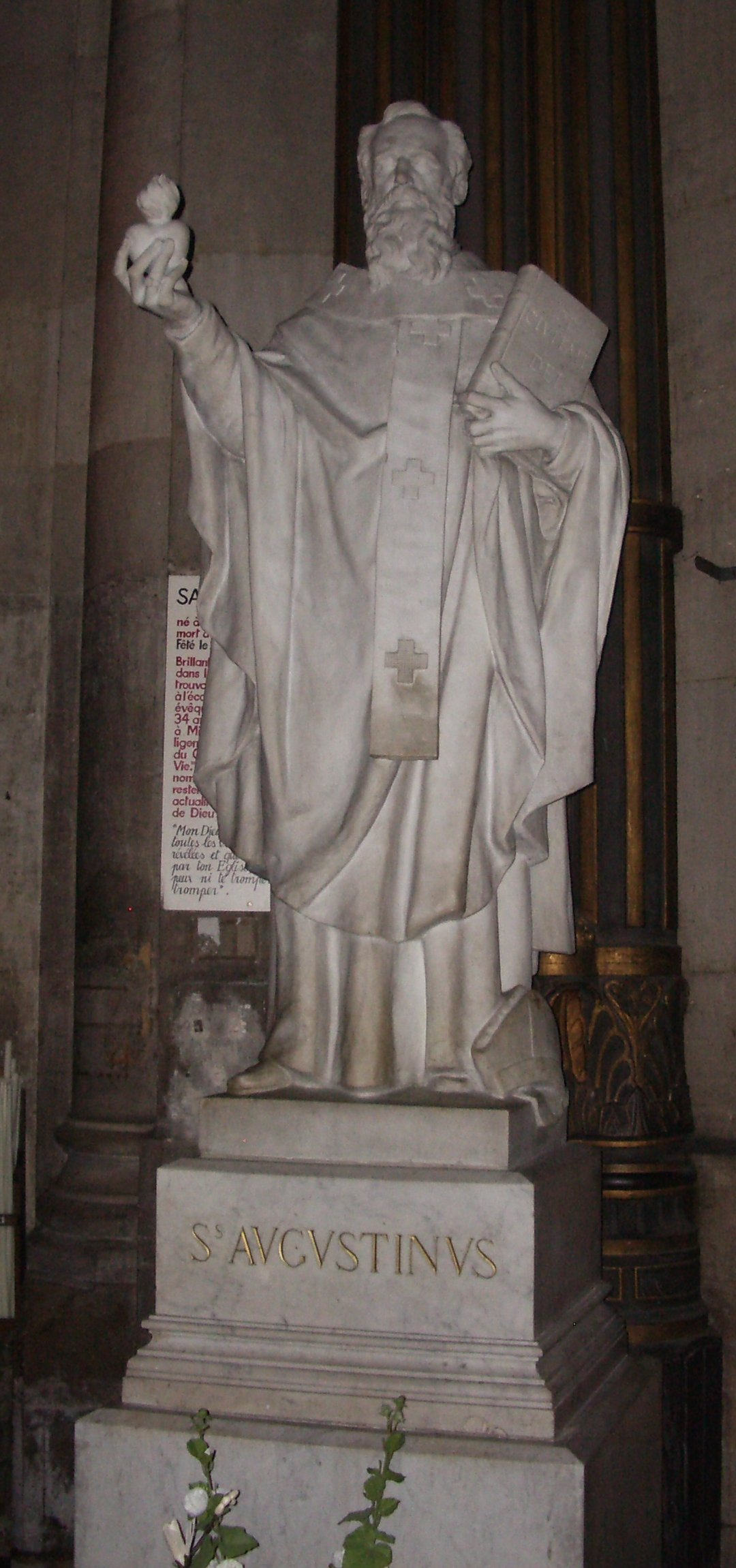
Statue de saint Augustin à l'église Saint-Augustin de Paris.

C'est avec un des Pères de l'Église, à savoir saint Augustin, que toute la force de la concupiscence en théologie et philosophie se développa. On peut distinguer deux temps dans la façon dont la concupiscence est traitée par saint Augustin. S'il consacra à la concupiscence plusieurs traités dont Du mariage et de la concupiscence, c'est surtout au sein des Confessions et de La Cité de Dieu que le thème est développé.

##### Concupiscence au sein desConfessions
Avant même que lui soient connues les épîtres de Paul, avant même qu’il soit guidé par Ambroise dans sa vie de chrétien, Augustin fut tiraillé par la question du mal et par la façon dont les passions s’imposent à l’homme. C'est dans les Livres I à IX des Confessions qu'Augustin énumère des états où selon lui il fut victime de concupiscence. Aucun âge n’apparaît alors être épargné puisque l’énumération commence par l’analyse du comportement des enfants nouveau-nés. Pour Augustin, le péché se manifeste dès les premières années d’un homme lorsque bébé celui-ci convoite le sein maternel car (il s'adresse à Dieu) : « [...] nul n’est pur de péché en votre présence, pas même le petit enfant dont la vie n’est que d’un jour sur la terre [...] En quoi ai- je donc péché alors ? Était-ce un péché de convoiter le sein en pleurant ? Si je convoitais maintenant avec une pareille ardeur, non pas le sein nourricier mais l’aliment convenable à mon âge, on me raillerait et on me reprendrait à bon droit. Ce que je faisais était répréhensible […] Oui, c’était une avidité mauvaise. » Apparaît alors pour saint Augustin le caractère inné de la concupiscence allant en progressant, au fil des âges, changeant d’objet puisque par la suite du texte, commentant les fautes de son adolescence, qui le poussèrent à forniquer et à commettre des larcins, il témoigne : « Des vapeurs s’exhalaient de la boueuse concupiscence de ma chair, du bouillonnement de ma puberté ; elles ennuageaient et offusquaient mon cœur ; tellement qu’il ne distinguait plus la douce clarté de l’affection des ténèbres sensuelles […] ma débile jeunesse était plongée dans un abîme de vices […] Vous vous taisiez alors, jetant de plus en plus, de stériles semences, génératrices de douleur, avec une bassesse superbe et une lassitude inquiète. » L’adolescence, avec l’apprentissage de la raison, va de pair pour saint Augustin avec la prise en compte du caractère mauvais de ce qu’il commettait alors. Dans ces lignes, se voit donc l’importance, pour saint Augustin, de l’angoisse physique qui pousse l’homme à ressentir, au-delà des souffrances du corps, la voie du péché qui se fixe sur tous les objets, même l’amour, puisque, raconte-t-il : . Même lorsqu’avec ses amis, il souhaita embrasser la foi chrétienne, Augustin ne pouvait concevoir de ne pas se marier car « Ce qui surtout me tenait prisonnier et me tourmentait violemment, c’était l’habitude d’assouvir une insatiable concupiscence. » Ainsi, le second trait de la concupiscence augustinienne, au-delà du caractère inné, est l'abstinence : la voie du salut et de la connaissance de Dieu doit passer par l’abandon total de la concupiscence, surtout pour l’homme qui est attiré par les femmes et la satisfaction des appétits sexuels.
Les Confessions toutefois ne sont pas à proprement parler le simple récit des fautes qu’il s’agit de remettre au Seigneur afin d’accéder au salut. Les Confessions ont été écrites aussi pour témoigner de la bonté divine et d’un chemin personnel vers Dieu doublé d’une réflexion philosophique sur le salut. C’est ce qui a poussé Augustin à ne pas seulement relater ses fautes mais à les comprendre sous la lumière de la connaissance de la concupiscence et c’est ce qui le pousse, dans le Livre X, à ouvrir sa réflexion sur les différentes concupiscences, conceptualisant par là l’idée présente dans la première épître de Jean qu’il existe plusieurs concupiscences, trois exactement : 
« C’est pourquoi j’ai considéré mes faiblesses de pécheur dans les trois concupiscences, et j’ai invoqué votre droite pour ma guérison. Car le cœur blessé, j’ai vu votre splendeur et, forcé de reculer, j’ai dit : « Qui peut atteindre jusque là ? J’ai été rejeté loin de l’aspect de vos yeux ». Vous êtes la vérité qui préside à toutes choses. Et moi, dans mon avarice, je ne voulais pas vous perdre, mais je voulais posséder à la fois, vous et le mensonge. C’est ainsi que personne ne peut mentir au point de ne pas savoir lui-même ce qui est vrai. Voilà pourquoi je vous ai perdu, car vous n’admettez pas qu’on vous possède avec le mensonge. »
 Dans ce Livre X, en philosophe, Augustin établit avec rigueur un système dans lequel, l’idée « On ne trouve le bonheur qu’en Dieu » s’associe à celle que « Le bonheur est inséparable de la vérité, guide toute la réflexion ». Ce faisant, il établit une hiérarchie des passions éloignant de Dieu à partir des trois concupiscences héritées de la première épître de Jean. À la concupiscence de la chair, « concupiscentia carnis », Augustin associe la volupté (Livre XXX) qui attache l’homme aux femmes par l’attirance sexuelle, l’intempérance, qui consiste en l’ivrognerie ou en la gourmandise (Livre XXXI), les plaisirs de l’odorat (Livre XXXII), les plaisirs de l’ouïe (Livre XXIII). À la concupiscence des yeux, cette « concupiscentia occulorum » du texte biblique, il associe la curiosité (XXXV). L’œil, nous le savons depuis les tragédies grecques, à travers ce devin qui vit la chute d’Œdipe bien qu’aveugle, est le symbole de l’attachement de l’homme aux perceptions des sens qui le pousse, métaphoriquement parlant, à être aveuglé ou extralucide. C’est de cet héritage que vient, pour Augustin, l’association de la concupiscence des yeux à toute expérience sensuelle trompeuse qui pousse parfois, loin de Dieu, à être berné par de fausses vérités et à adorer de faux dieux, tout en adorant les spectacles et à tenter Dieu par la demande d’oracles. Enfin, Augustin étudie cette « superbia vitæ », l’orgueil dont il est dit que « l’amour de la gloire est habile à se déguiser » (Livre XXXVIII). Pour Augustin, plus que toute autre, c’est la concupiscence de l’orgueil qu’il est impératif de rejeter, pour vivre au sein des disciples du Christ en toute humilité non feinte — car il y a de l’orgueil à faire croire que l’on vit humblement sans que ce soit véritablement le cas — ; c’est aussi cette concupiscence qui pousse l’homme sacrilège à se croire l’égal de Dieu.
De manière générale, que la concupiscence soit pur ressenti et la notion explicative des fautes passées pour Augustin, son désir de fonder le christianisme rationnellement, qui se manifeste au livre X des Confessions, le pousse à considérer la concupiscence non plus comme cette notion si présente dans les sermons et les lettres des premiers chrétiens et en faire la pierre angulaire de toute une théorie du Salut.

##### «Libido» dansLa Cité de Dieu
Civitas Dei (La Cité de Dieu), dans le prolongement des Confessions, continue ce travail de saint Augustin d’explication des préceptes du christianisme. Cependant, il ne s’agit plus pour Augustin d’expliquer chaque concupiscence une à une, comme outil conceptuel ; il s’agit encore moins d’allier à cette analyse des considérations biographiques. La concupiscence, dans Civitas Dei, recouvre un domaine tout à fait original puisque dorénavant, ce qui importe à Augustin c’est de montrer les conséquences à l’échelle politique de ce « péché qui habite en nous ». Ce faisant, il s’arme de nouveaux concepts originaux. Ces concepts ne sont autres que la Libido sciendi, la Libido sentiendi et la Libido dominandi. Cette nouvelle conceptualisation est difficilement retranscrite par le français et ne doit pas se confondre avec la conception de Freud[C'est-à-dire ?]. La libido, dans l’acception qu’en a Augustin, est cette tendance inhérente à l’homme qui le pousse à satisfaire sa concupiscence. Par libido sentiendi, il serait difficile de ne voir que la seule concupiscence de la chair, définie auparavant dans Les Confessions ; elle est plus sûrement la tendance à satisfaire les désirs des sens qui se manifeste aussi bien dans la luxure que dans la gourmandise, la paresse ou encore la curiosité qui pousse à aller, par exemple, au théâtre. La libido sciendi désigne ce qu’Augustin définissait avant comme la curiosité ou la vanité de l’homme lorsque celui-ci, reposant sur ses doctes connaissances, prétend appréhender, par sa seule raison, la vérité. Enfin, la libido dominandi n’est rien d’autre que la volonté de puissance de domination sur l’autre homme qui pousse à l’orgueil.
La réflexion politique et théologique de la concupiscence s'attache à une forme de réalisme au sein de Civitas Dei. Pour saint Augustin, désormais, il ne s’agit plus de la rejeter totalement comme auparavant mais de montrer que le salut des faibles peut s’en accommoder sans pour autant la favoriser, en la jugulant au maximum. Il montre, par exemple, qu’il y a des moments dans la vie où elle est inactive bien que présente, reprenant sa réflexion, initiée au Livre X des Confessions, sur la manifestation de la concupiscence dans le sommeil, s’interrogeant « Que si cette rebelle concupiscence, qui habite en nos membres de mort, se meut comme par sa loi propre contre la loi de l’esprit, n’est-elle pas sans faute dans le refus de volonté, puisqu’elle est sans faute dans le sommeil ? ». Ainsi, la voie du salut n’est pas le rejet de la concupiscence mais de ne pas lui accorder sa volonté. Ainsi, pour Augustin la femme violée n’a pas favorisé la concupiscence car, ayant à subir les violences d’un homme, elle subit la concupiscence d’une autre volonté que la sienne. Cette réflexion sur la concupiscence trouve un développement favorable au sein du Livre XIV de La Cité de Dieu car pour Augustin, de même qu’il ne se plaint pas de vivre dans un corps comme le font les platoniciens, celui qui vit selon Dieu ne vit pas insensiblement sur cette terre comme le voudraient les stoïciens. Ainsi, pour Augustin, nos excès et nos vices n’exigent pas que nous nous élevions contre la nature et la chair, ce qui serait faire injure au Créateur. Il finit par voir dans la honte sexuelle et la désobéissance du désir à la volonté les conséquences du premier péché, celui d’Adam tenté par Ève.

### Différences d'interprétation entre catholicisme et protestantisme

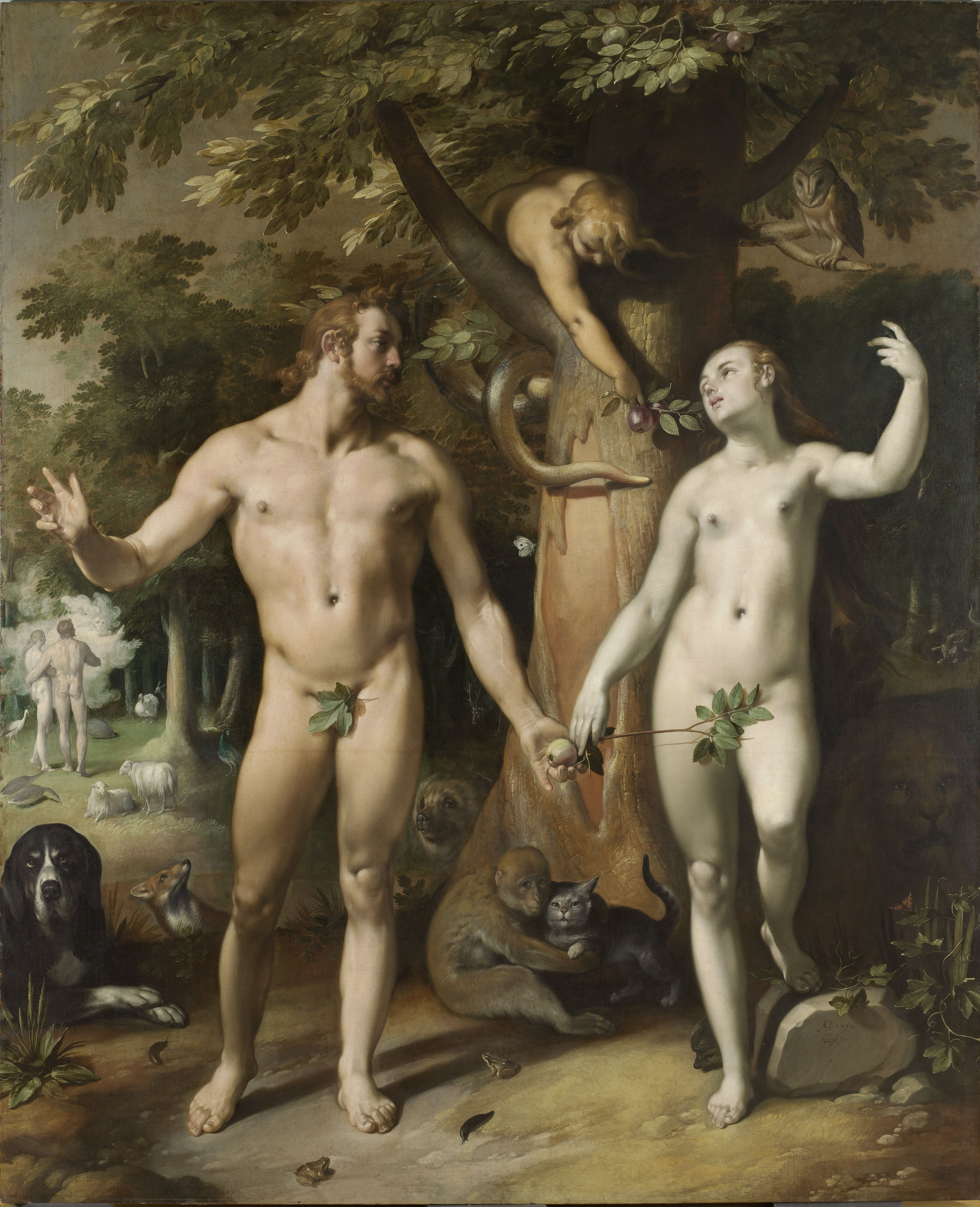
Adam et Eve par Cornelis van Haarlem, 1592.

L'origine des différences de conception entre protestants et catholiques vient de la querelle qui opposa Luther à Érasme. Luther entre en conflit avec Érasme sur le point du libre arbitre. En augustinien, Érasme soutient le libre arbitre, c’est-à-dire la responsabilité de l’homme devant Dieu concernant ses actes. En quelque sorte, l’homme peut refuser la grâce de la foi. Au contraire, se fondant notamment sur le péché originel, Luther défend la prédestination. Pour Luther, c’est Dieu qui décide. De là découle la différence fondamentale entre la conceptualisation protestante de la concupiscence et la conceptualisation catholique, venant du fait que pour les protestants la concupiscence est un péché, tandis que les catholiques la considèrent comme ce qui y mène et non pas comme un péché en lui-même.
Cette différence est intimement liée aux traditions respectives concernant le péché originel. Les protestantismes considèrent que la nature première de l’humanité était intrinsèquement une tendance au bien ; la relation particulière d’Adam et de Ève, voulue par Dieu n’était pas due à un don surnaturel mais à leurs propres natures. Dès lors, dans l’interprétation protestante, la chute hors du Paradis n’est pas due à la destruction ou la perte d’un don surnaturel, ce qui rendrait l’humanité non coupable, mais à la corruption de sa nature elle-même. Si la nature actuelle de l’homme est corrompue par rapport à sa nature première, il s’ensuit qu’elle n’est pas bonne mais mauvaise. Ainsi, la concupiscence, qui a produit la déchéance hors du Paradis, est le mal même. Le catholicisme, de son côté, enseigne que la nature humaine ne contenait avant le péché originel aucune inclination au mal mais avait déjà besoin de la grâce pour demeurer dans l'état de « sainteté et de justice originel » (Catéchisme de l'Église catholique § 399.). Adam et Ève, en faisant mauvais usage de leur libre arbitre perdirent la grâce originelle. À la suite du concile de Trente, le catholicisme enseigne que la nature humaine déchue n’est pas intégralement corrompue par le péché originel bien que privée de la grâce sanctifiante et affectée par la concupiscence. Si le baptême restitue la grâce sanctifiante, toutefois la concupiscence ne peut pas au cours de la vie terrestre être complètement éradiquée et l'homme doit lutter sans cesse contre celle-ci (cf. Catéchisme de l'Église catholique § 405). « Au sens étymologique, la concupiscence peut désigner toute forme véhémente de désir humain. La théologie chrétienne lui a donné le sens particulier du mouvement de l'appétit sensible qui contrarie l'œuvre de la raison humaine. L'apôtre saint Paul l'identifie à la révolte que la chair mène contre l'esprit. Elle vient de la désobéissance du premier péché. Elle dérègle les facultés morales de l'homme et, sans être une faute en elle-même, incline ce dernier à commettre des péchés. »
Le terme de concupiscence a donc une signification plus vaste dans la théologie protestante que dans la théologie catholique : c'est une convoitise généralisée qui marque tout notre être et pas une tendance qu'on peut combattre avec le soutien de la grâce de Dieu. De là découle, plus globalement, que pour les traditions protestantes, la concupiscence est le type premier du péché et ce terme est utilisé de manière générale comme synonyme du péché, tandis que les catholiques distinguent bien le péché et la concupiscence comme deux entités différentes.

## Usage non théologique de la concupiscence

### Philosophie
À la suite de saint Thomas d'Aquin, Bossuet distingue les appétits concupiscibles et les appétits irascibles.
Dans Les Pensées, Pascal cite l'épître de Jean mais en la reformulant dans les termes de saint Augustin : libido sentiendi, libido sciendi, libido dominandi.
Nicolas Malebranche, en développant le concept d'attention comme « prière naturelle par laquelle nous obtenons que la raison nous éclaire », reformule la vertu qui est le remède à la concupiscence des yeux théorisée par saint Augustin.
Dans Entre nous, Levinas parle d'« amour sans concupiscence ».
Dans son ouvrage Revitalisation des sciences de la religion Al-Ghazâlî (1058-1111) dit : « Cesse de fermer les yeux sans relâche devant la clarté de la vérité tout en insistant sur le triomphe de l'adultération et sur l'embellissement de l'ignorance empêtrant celui qui délaisse la concupiscence et opte pour le travail plutôt que pour l'apparat. »